# Festival Internacional de Cinema Documental de Barcelona
El Festival Internacional de Cinema Documental de Barcelona, conegut també com a Docs Barcelona, és un festival especialitzat en el gènere documental, format per seccions internacionals competitives, seccions no competitives i classes magistrals. Totes les pel·lícules que conformen les diferents seccions són seleccionades per un comitè internacional de programadors.
La ciutat que acull l'esdeveniment és Barcelona, tot i tenir un caire internacional. El festival consta de tres seccions:
- La Secció Oficial que està oberta a films de qualsevol país del món.
- La Secció Latitud DocsBarcelona.
- Secció Latitud DocsBarcelona està oberta a films que el seu país de producció sigui un dels següents: Espanya, Portugal i països d'Amèrica llatina (Argentina, Bolívia, Brasil, Xile, Colòmbia, Costa Rica, Cuba, Equador, El Salvador, Guatemala, Haití, Hondures, Mèxic, Nicaragua, Panamà, Paraguai, Perú, República Dominicana, Uruguai, Veneçuela).

## Història
El festival, que té una durada d'aproximadament una setmana, se celebra anualment al voltant del mes de maig. Des de l'edició 21a de 2018 l'eslogan que defineix el festival és "Mirades inquietes".
Aquest projecte va néixer el 1997 com a Pitching Forum, i es va desenvolupar l'any 2004, al marc del projecte europeu CinemaNet Europa. La primera edició es va realitzar l'any 2007.

### Edicions
- 2007[6]
- 2008[7]
- 2009[8]
- 2010[9]
- 2011[10]
- 2012[11]
- 2013[12]
- 2014[13]
- 2015[14]
- 2016[15]
- 2017
- 2018
- 2019
- 2020
- 2021

## Premis
Els documentals presentats competiran per als següents premis:
Els documentals poden ser escollits per competir per a diferents premis, i serà la mateixa organització de DocsBarcelona qui decidirà per quin(s) premi(s) poden ser escollits els films. A més, DocsBarcelona es reserva el dret d'incorporar nous premis i de substituir els premis vigents per altres d'igual o més valor (sempre que hi hagi una causa justificada).
- Premi DocsBarcelona al Millor Documental
- Premi Nou Talent DocsBarcelona-Filmin
- Premi Latitud DocsBarcelona-Antaviana
- Premi del Públic DocsBarcelona - Moritz
- Premi Amnistia Internacional Catalunya
- Premi DOC-U
- Premi Docs&Teens
- Premi del Jurat Jove DocsBarcelona - Reteena

## Projectes relacionats

### DocsBarcelona Medellín
Amb presència de directors internacionals, classes magistrals, taller de desenvolupament documental, Docs & Wine i estrenes de pel·lícules documentals, DocsBarcelona Medellín és un projecte que brinda als amants del cinema documental una festa audiovisual. El festival busca enfortir els projectes documentals, sobretot donant oportunitats als estudiants, docents i realitzadors per a connectar amb el mercat internacional.
L'última edició es va realitzar del 22 al 25 de novembre del 2017 a la ciutat de Medellín, Colòmbia. L'objectiu del festival a llarg termini és convertir Medellín en Capital Documental, des de Ciutat de Mèxic (Mèxic) fins a Buenos Aires (Argentina).

### Docs del Mes
El Documental del Mes és una iniciativa de DocsBarcelona, el qual pretén acostar el gènere documental al màxim nombre d'espectadors possible i així incrementar la presència d'aquest a les pantalles cinematogràfiques. Seguint aquests objectius, cada mes s'estrena una pel·lícula del gènere de diferents països del món, de temàtica diversa, en una de les més de 70 sales (actualment 94) a tot Catalunya, l'Estat espanyol i també a Xile i Colòmbia. En aquests moments s'està treballant per estendre el projecte i arribar a altres territoris (grans capitals, ciutats mitjanes,i petites poblacions) perquè s'incorporin a la tasca. També es proposa augmentar el nombre de sales amb ganes de projectar documentals de qualitat. L'objectiu final del projecte és obrir el gènere a nous públics, ja que consideren important contribuir a crear un hàbit de consum del documental entre la població.
Els documentals es projecten en versió original subtitulada en català a Catalunya, el País Valencià i les Illes Balears i en versió original amb subtítols en castellà a la resta de l'Estat, Xile i Colòmbia. La selecció d'aquests documentals la realitza un comitè de selecció de Paral·lel 40, una companyia internacional de gestió i producció audiovisual amb seu a Barcelona.
El projecte va néixer el 2005, i des de llavors es realitza el Premi del Públic el qual premia l'estrena de l'any millor valorada pels mateixos espectadors, els quals poden votar a la web de BarcelonaDocs del Mes.

### DocsBarcelona School
És la branca de formació de DocsBarcelona. Aquesta consta de classes i tallers de formació en el món de la producció audiovisual documental. Els cursos van dirigits a tota mena de públic, especialment aquells apassionats en el món del documental. Hi ha una oferta bastant diversa de cursos, els quals es poden fer en diferents ciutats.

### Edició 2021[22]
L'edició més recent del DocsBarcelona Festival va ser la del passat 2021, celebrada del 18 al 30 de maig del mateix any. Aquesta passada edició va tenir la peculiaritat de ser en format híbrid entre la presencialitat (al CCCB i als Cinemes Aribau) i el format virtual (a través de Filmin) com a conseqüència de la pandèmia de COVID-19. L'edició va comptar amb més de trenta films que optaven a algun dels nou premis de les diferents categories del festival. Finalment, els films guardonats van ser els següents:
- Premi Docs a la millor pel·lícula: "Gunda", Victor Kossakovsky (2020).
- Premi Amnistia Internacional Catalunya: "Romm without a view", Roser Corella (2021).
- Premi Docs&Teens: "El niño de fuego", Ignacio Acconcia (2020).
- Premi Nou Talent: "Inside the red brick wall", Hong Kong Documentary Filmmakers (2020).
- Premi DOC-U: "La ermitaña", Anna Hanslik (2020).
- Premi Jurat Jove Reteena: "El retorn, la vida després de l'ISIS", Alba Sotorra (2021).
- Premi Latitud DocsBarcelona: "El secreto del doctor Gringberg", Ida Cuéllar (2020).
- Premi del Públic: "El retorn, la vida després de l'ISIS", Alba Sotorra (2021).